# Auricularials
Els auricularials (Auriculariales) són un ordre de fongs basidiomicots de la classe dels agaricomicets (Agaricomycetes). Les espècies d'aquest ordre se solen conèixer com a "heterobasidiomicets" o fongs gelatinosos, ja que presenten el basidiocarp amb certa textura gelatinosa. Dins de l'ordre es coneixen prop de 200 espècies.
Totes les espècies dins dels Auriculariales són saprotròfiques, la majoria creixen a la fusta morta. Moltes espècies es cultiven per a ús gastronòmic, principalment a la Xina.

## Taxonomia
La classificació dels auricularials és encara insatisfactòria. De fet, en la darrera actualització, es reconeixen només tres famílies amb 19 gèneres, i resten 36 gèneres per assignar a una família concreta:
- Família Auriculariaceae (16 gèneres)

Alloexidiopsis
Adustochaete
Amphistereum
Auricularia
Eichleriella
Elmerina
Exidia
Exidiopsis
Fibulosebacea
Heterochaete
Heterocorticium
Heteroradulum
Protodaedalea
Pseudostypella
Sclerotrema
Tremellochaete
- Família Hyaloriaceae (2 gèneres)

Hyaloria
Myxarium
- Família Oliveoniaceae (1 gènere)

Oliveonia
- Gèneres incertae sedis (36 gèneres sense família)

Atractobasidium
Basidiodendron
Bourdotia
Ceratosebacina
Crystallodon
Dendrogloeon
Ductifera
Endoperplexa
Gelacantha
Grammatus
Guepinia
Hauerslevia
Heterorepetobasidium
Heteroscypha
Hyalodon
Hydrophana
Metulochaete
Microsebacina
Mycostilla
Myxariellum
Ofella
Porpopycnis
Proterochaete
Protoacia
Protodontia
Protograndinia
Protohydnum
Protomerulius (= Aporpium)
Protoradulum
Pseudohydnum
Psilochaete
Renatobasidium
Stypella
Stypellopsis
Tremellacantha

## Galeria

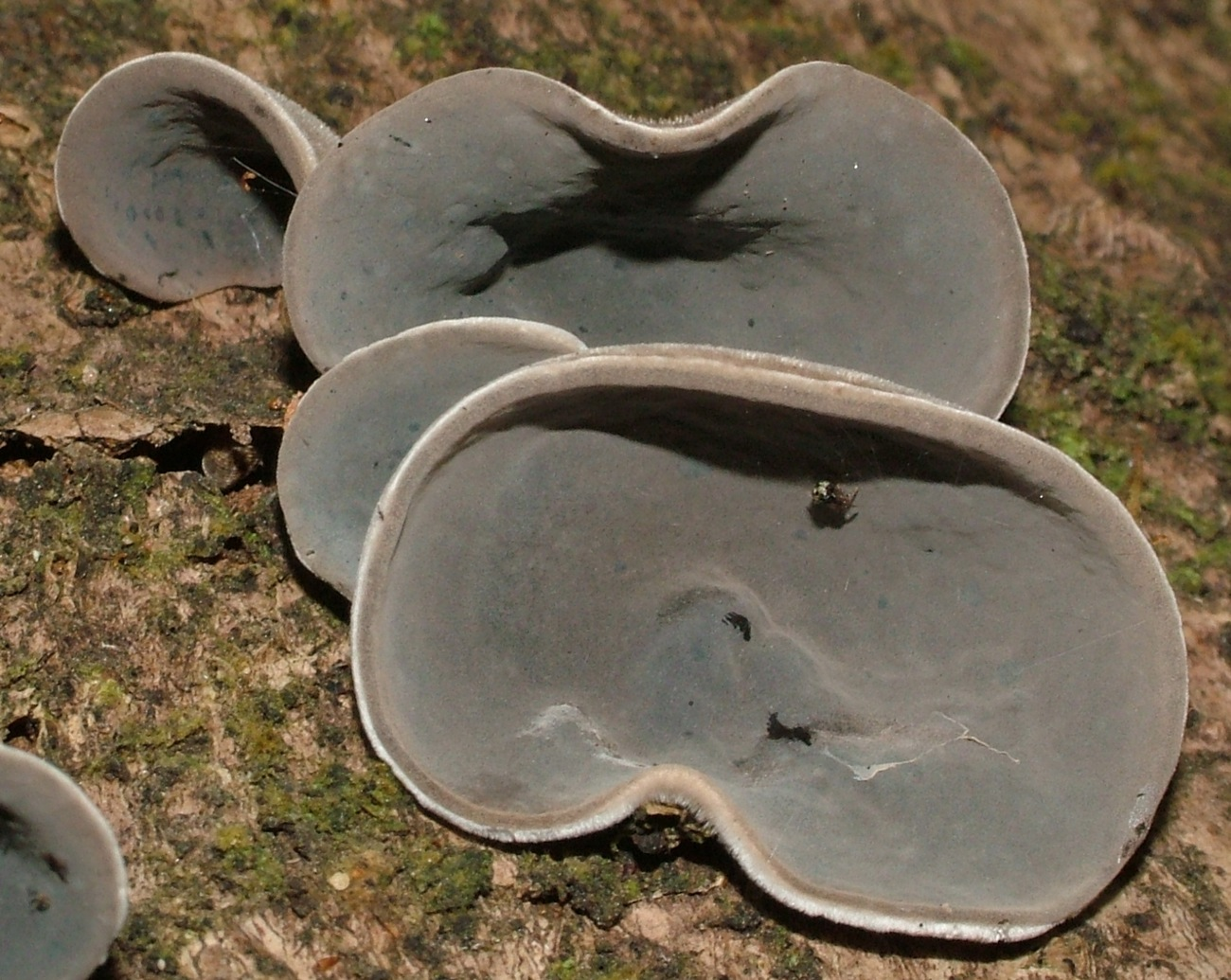
Auricularia cornea (Auriculariaceae)
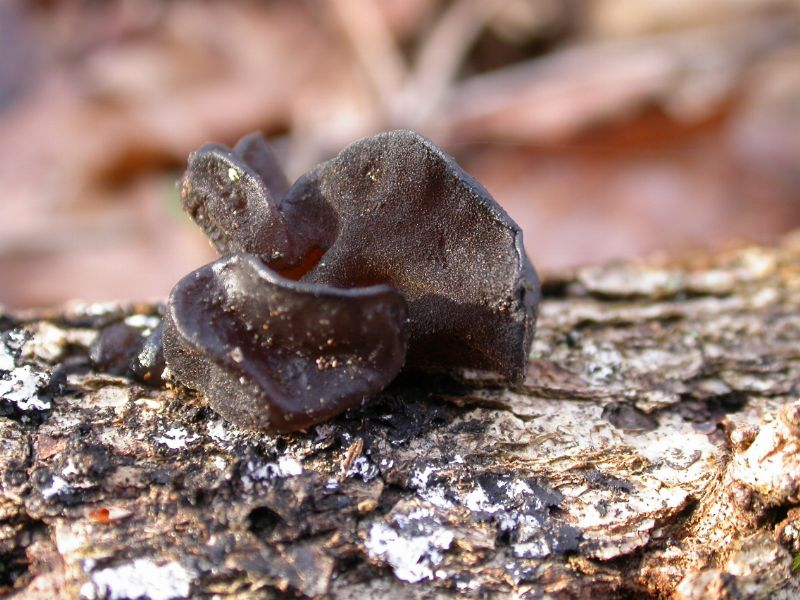
Exidia glandulosa (Auriculariaceae)
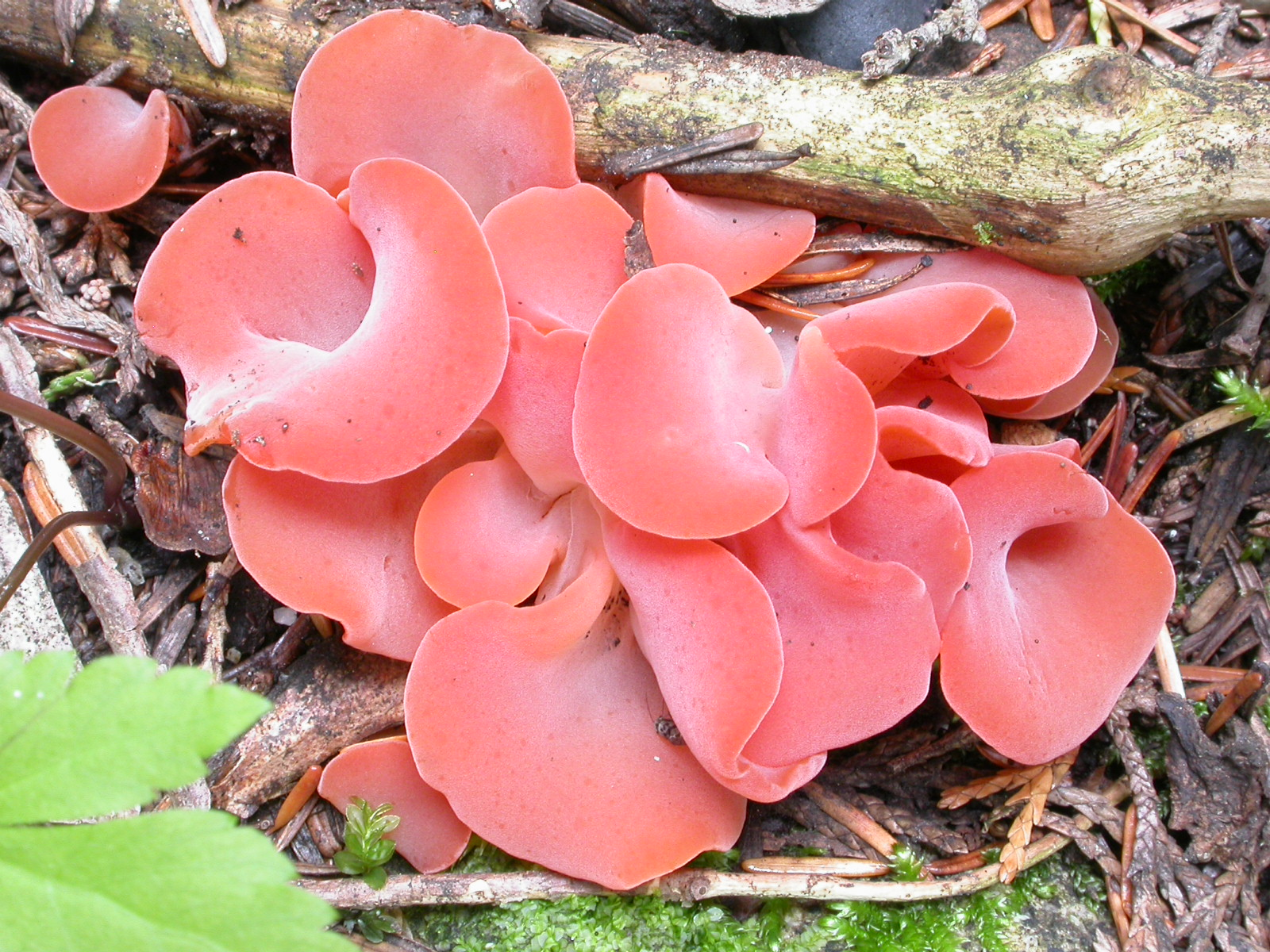
Guepinia helvelloides (incertae sedis)
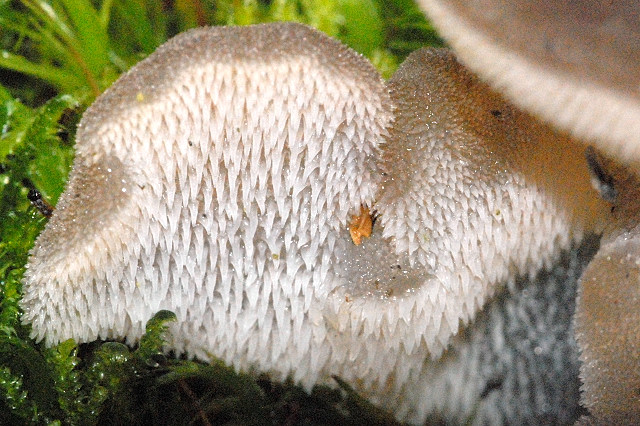
Pseudohydnum gelatinosum (incertae sedis)